# Dmitri Leontievitch Ovtsyne
Dmitri Leontievitch Ovtsyne (en russe : Дмитрий Леонтьевич Овцын), né en 1708 et mort en 1757, est un hydrographe russe, explorateur de l'Arctique.

## Biographie
Il étudie à l'Académie navale de Moscou où il est élève d'Alekseï Tchirikov. En 1725, il voyage en Espagne comme apprenti pilote dans la marine marchande et, à son retour, est nommé adjoint du commandant du port de Cronstadt. Mais, malgré une carrière prometteuse, il décide de rejoindre la deuxième expédition du Kamtchatka de Vitus Béring qui, rapidement, se l'attache.
Après avoir atteint Obdorsk le 11 juin 1734, les explorateurs entrent ensuite dans le golfe de l'Ob où les glaces les bloquent. Ovtsyne décide, avec l'aval de son chef de rentrer hiverner à Obdorsk. Ainsi, de 1734 à 1738, à la tête d'une des unités, il cartographie les côtes de la mer de Kara à l'est de l'Ob. Au cours de l'été, son unité va de l'Ob à l'Ienisseï et réalise la première description hydrographique de cette partie de la côte sibérienne. En 1736, il hiverne à Berezov où il défend d'une agression Ekaterina Mikhaïlovna Dolgoroukova. Dans le début de 1737, il fait construire un nouveau navire et envoie Prianichnikov et Vykhodtsev à Novaïa Mangazeïa. Les deux hommes vont alors explorer la péninsule de Gydan et l'estuaire de Taz, entre l'Ob et l'Ienisseï. Pendant ce temps là, Ovtsyne pénètre dans le golfe de l'Ienisseï (16 juin 1737) et atteint l'embouchure du fleuve où il hiverne. A l'été 1738, il parvient à remontrer le fleuve jusqu'à Ienisseïsk (21 juin 1738). Il prévient alors Bering et obtient de vives félicitations, mais ne recevra jamais celles-ci car, alors qu'il rentre à Saint-Pétersbourg, il est arrêté à Tobolsk en septembre 1738 où il est gardé prisonnier sans que ne lui soit explicité la raison de cet emprisonnement. Il ne l'apprend que beaucoup plus tard : il est accusé d'avoir comploté contre l'impératrice lors de son séjour chez les Dolgorouki quand il a défendu Ekaterina. Le dénonciateur n'est autre que l'homme qu'il a rossé. Torturé avec les Dolgorouki, il refuse d'avouer quoi que ce soit et subit les pires supplices. Mais, le prince Ivan Dolgorouki, répète sans arrêt, pour le sauver, qu'ils n'ont aucun lien et selon une coutume de cette époque stipulant que si un propos est prononcé trois fois de suite à l'estrapade, il doit être considéré comme véridique, Ovtsyn est innocenté. Il est malgré tout dégradé et est envoyé comme bagnard à Okhotsk pour servir comme matelot de Béring... Heureusement tous ses travaux sont dissimulés et ainsi sauvegardés par le pilote d'Ovtsyn, Ivan Kochélev qui les fait parvenir au Collège de l'Amirauté où ils seront présentés sous le titre Brève description avec les cartes de l'Irtych et de l'Ob depuis Tobolsk, du golfe de l'Ob, de la côte entre l'Ob et la mer-océan Glaciale, et avec indication des latitudes et longitudes, des distances, des profondeurs, et avec indication des peuples et description de la nature.
Avant son départ pour Saint-Pétersbourg, Ovtsyne avait envoyé avec des instructions précises Fiodor Minine pour qu'avec le deuxième navire, il longe la côte ouest du Taïmyr et tente de rejoindre le détachement envoyé à la Léna.
Béring, qui l'a donc accueilli comme simple matelot à bord et qui n'a pas le droit de le faire progresser en grade, écoute tous ses conseils et le considère fortement.
En 1741, il participe au voyage de Vitus Bering jusqu'au continent américain. Un cap de la péninsule de Taïmyr et un détroit situé entre les îles Oleni et Sibiriakov portent son nom.